# بکیلئی
بکیلئی (به لاتین: Bekily) یک منطقهٔ مسکونی در ماداگاسکار است که در آندروی واقع شده‌است.